# Trigomphus citimus
Trigomphus citimus е вид водно конче от семейство Gomphidae. Видът не е застрашен от изчезване.

## Разпространение
Разпространен е в Китай (Дзилин), Русия, Южна Корея и Япония (Кюшу, Хоншу и Шикоку).